# Cropia jamaicensis
Cropia jamaicensis là một loài bướm đêm trong họ Noctuidae.